# Vittorio Tedesco Zammarano
Vittorio Tedesco Zammarano (Parigi, 8 giugno 1890 – Roma, 25 agosto 1959) è stato un militare, esploratore, scrittore e regista italiano.
È considerato uno dei più noti colonialisti e scrittori di caccia grossa italiani. Ha scritto numerosi romanzi coloniali d'ambientazione africana e ha realizzato alcuni film che documentano la sua attività di esploratore.

## Pubblicazioni
- Impressioni di caccia in Somalia (1920)
- Alle sorgenti del Nilo Azzurro (1922)
- Esplorazione del Basso Uebi (1923)
- Hic sunt leones (1923)
- Auhertzee mio sogno (1925)
- Il sentiero delle belve (1929)
- Le colonie italiane: fauna e caccia (1930)
- Azanagò non pianse (1934)
- Cuoresaldo a caccia grossa (1934)
- Carovane (1955)
- Anche i giganti s'inginocchiano (1958)

## Filmografia
- Hic sunt leones - cortometraggio (1922)
- Il rifugio delle Pleiadi - cortometraggio (1926)
- Il sentiero delle belve (1932)